# 연제FM공동체라디오
연제FM공동체라디오(대표: 정경희)는 대한민국의 공동체라디오 부산광역시 연제구 중심으로 라디오방송을 송출하고 있다. 방송통신위원회 허가를 받은 부산최초 지상파공동체라디오 방송국으로 시청자참여제작방송으로 시청자가 만드는 라디오방송국이다. 어린이, 장애인, 노인, 빈곤계층 등 사회적 약자에 대한 지원과 활동을 활성화하고 미디어를 통해 형성한 다양한 네트워크를 바탕으로 지역공동체의 미래인 어린이 청소년이 건강하게 성장하고 발전하는 데 기여하고자 하는 목적으로 설립되었다. 아침 7시부터 저녁 12시까지 매일 17시간 FM106.3Mhz로 송출하고 있다.

호출부호 HLMA-LFM-2001
2024년 2월 5일 (FM 송출)
2024년 3월 14일 (개국식)
[공익법인 후원]
연제공동체라디오 후원계좌
우리은행 : 1005-004-363895 
연제공동체라디오사회적협동조합
후원사이트: https://www.ihappynanum.com/Nanum/B/D73TVTD8K1
*광고문의 : 051-866-1063
* 지상파 라디오 방송 프로그램 제작 문의 : 051-866-1063 / 106.3yfm@gmail.com
* 연제FM 홈페이지 방송프로그램 제작 게시판: 106.3yfm@gmail.com
* 유튜브 채널 : http://www.youtube.com/@FM106.3
* 안드로이드/ 애플 어플리케이션 : 연제FM 검색후 다운로드
* 생명을 살리는 기본방송 FM 106.3Mhz
*청취지역
부산 연제구 일원
부산진구, 동래구, 수영구, 해운대구, 금정구 동구, 영도구,  20%미만 실시간 청취가능
* 2024년 1월 25일 준공검사합격
* 2024년 3월 14일 개국식
*지상파라디오방송국 허가번호 11-2022-07-0002620